# Colton Parayko
Colton Parayko (̈* 12. května 1993 St. Albert, Alberta) je kanadský profesionální obránce ledního hokeje hrající za klub St. Louis Blues v severoamerické lize National Hockey League (NHL). Byl draftován ve třetím kole z 86. místa při draftu do NHL v roce 2012. V roce 2019 vyhrál s Blues Stanley Cup.

## Hráčská kariéra

### Vysokoškolský hokej
S univerzitním hokejem začal v kategorii NCAA Men's Division I v lize Western Collegiate Hockey Association (WCHA) v týmu Alaska Nanooks na University of Alaska. V druhém ročníku exceloval a byl nominován do týmu All-Star.

### St. Louis Blues
Po konci sezóny 2014–15 s Nanooks podepsal dvouletou nováčkovskou smlouvu s St. Louis Blues. 10. března 2015 byl na zbytek sezóny 2014–15 poslán na farmu Blues, do týmu Chicago Wolves v lize American Hockey League (AHL). V sezóně 2015–16 už hrál za Blues v National Hockey League (NHL). Nastoupil do 79 zápasů a získal 33 bodů.
8. ledna 2017 v soutěži hokejových dovedností Blues vyhrál soutěž o nejrychlejší střelu s rychlostí 167 km/h, kterou překonal rekord ligy v sezóně 2016–17. 21. července 2017 podepsal s Blues pětileté prodloužení smlouvy za 27,5 miliónu dolarů.
V roce 2019 vyhrál s Blues Stanley Cup, první v 52leté historii tohoto klubu. Odehrál všech 26 zápasů play-off a získal 12 bodů.

## Reprezentace
Parayko byl vybrán aby reprezentoval Tým Severní Ameriky, tým sestavený z nejlepších amerických a kanadských hráčů ve věku 23 let a méně, na Světovém poháru lv ledním hokeji 2016 v Torontu. Odehrál tři hry a zaznamenal tři asistence.
Po vyřazení Blues ve druhém kole play-off v roce 2017 se Parayko připojil k týmu Kanady na Mistrovství světa v ledním hokeji 2017, kde zaznamenal sedm bodů (tři góly a čtyři asistence) a byl jmenován All-Star hráčem. Kanada na turnaji získala stříbrné medaile poté, co prohrála se Švédskem ve finále na nájezdy.

## Statistiky

### Klubové statistiky
| Sezona      | Klub                           | Soutěž      | Základní část | Základní část | Základní část | Základní část | Základní část | Play off | Play off | Play off | Play off | Play off |
| Sezona      | Klub                           | Soutěž      | Z             | G             | A             | B             | TM            | Z        | G        | A        | B        | TM       |
| ----------- | ------------------------------ | ----------- | ------------- | ------------- | ------------- | ------------- | ------------- | -------- | -------- | -------- | -------- | -------- |
| 2010–11     | Fort McMurray Oil Barons       | AJHL        | 42            | 3             | 9             | 12            | 12            | 12       | 2        | 1        | 3        | 2        |
| 2011–12     | Fort McMurray Oil Barons       | AJHL        | 53            | 9             | 33            | 42            | 65            | 21       | 3        | 9        | 12       | 14       |
| 2012–13     | University of Alaska Fairbanks | CCHA        | 33            | 4             | 13            | 17            | 23            | —        | —        | —        | —        | —        |
| 2013–14     | University of Alaska Fairbanks | WCHA        | 37            | 7             | 19            | 26            | 16            | —        | —        | —        | —        | —        |
| 2014–15     | University of Alaska Fairbanks | WCHA        | 34            | 6             | 17            | 23            | 16            | —        | —        | —        | —        | —        |
| 2014–15     | Chicago Wolves                 | AHL         | 17            | 4             | 3             | 7             | 6             | 5        | 0        | 0        | 0        | 6        |
| 2015–16     | St. Louis Blues                | NHL         | 79            | 9             | 24            | 33            | 29            | 20       | 2        | 5        | 7        | 4        |
| 2016–17     | St. Louis Blues                | NHL         | 81            | 4             | 31            | 35            | 32            | 11       | 2        | 3        | 5        | 2        |
| 2017–18     | St. Louis Blues                | NHL         | 82            | 6             | 29            | 35            | 13            | —        | —        | —        | —        | —        |
| 2018–19     | St. Louis Blues                | NHL         | 80            | 10            | 18            | 28            | 15            | 26       | 2        | 10       | 12       | 10       |
| 2019–20     | St. Louis Blues                | NHL         | 64            | 10            | 18            | 28            | 16            | 9        | 2        | 0        | 2        | 2        |
| 2020–21     | St. Louis Blues                | NHL         | 32            | 2             | 10            | 12            | 14            | 4        | 0        | 1        | 1        | 0        |
| 2021–22     | St. Louis Blues                | NHL         | 80            | 6             | 29            | 35            | 18            | 12       | 2        | 3        | 5        | 6        |
| 2022–23     | St. Louis Blues                | NHL         | 79            | 4             | 23            | 27            | 30            | —        | —        | —        | —        | —        |
| 2023–24     | St. Louis Blues                | NHL         | 82            | 10            | 16            | 26            | 23            | —        | —        | —        | —        | —        |
| NHL celkově | NHL celkově                    | NHL celkově | 659           | 61            | 198           | 259           | 190           | 82       | 10       | 22       | 32       | 24       |

### Reprezentační statistiky
| Rok    | Tým                 | Soutěž | Z  | G | A  | B  | TM |
| ------ | ------------------- | ------ | -- | - | -- | -- | -- |
| 2016   | Tým Severní Amerika | SP     | 3  | 0 | 3  | 3  | 2  |
| 2017   | Kanada              | MS     | 6  | 3 | 4  | 7  | 0  |
| 2018   | Kanada              | MS     | 10 | 4 | 4  | 8  | 6  |
| 2024   | Kanada              | MS     | 10 | 0 | 4  | 4  | 2  |
| Celkem | Celkem              | Celkem | 29 | 7 | 15 | 22 | 10 |

## Ocenění
| Cena                               | Rok        |            |
| Univerzita                         | Univerzita | Univerzita |
| ---------------------------------- | ---------- | ---------- |
| WCHA All-Star                      | 2014       | [ 7 ]      |
| AHCA West Second-Team All-American | 2014       |            |
| WCHA All-Star                      | 2015       | [ 8 ]      |
| NHL                                |            |            |
| NHL All-Rookie Team                | 2016       |            |
| Stanley Cup (St. Louis Blues)      | 2019       | [ 9 ]      |
| Reprezentace                       |            |            |
| All-Star Tým MS                    | 2017       |            |